# Veliki Prolog
Veliki Prolog je naselje u blizini Vrgorca. Nalazi se na samoj granici između Splitsko-dalmatinske i Dubrovačko-neretvanske županije. Također samo mjesto leži i na granici s Bosnom i Hercegovinom. Mjesto je došlo u središte pozornosti za vrijeme sniježne oluje u Europi 2012. kada se smatralo najpogođenijim mjestom u Hrvatskoj. 

## Stanovništvo
Veliki Prolog ima oko 500 stanovnika. Za razliku od brojnih ostalih naselja, stanovništvo Velikog Prologa se povećava. 99% stanovništva je rimokatoličke vjere i hrvatske nacionalnosti. Veliki Prolog je i središte župe Dusina-Veliki Prolog. Na Velikom Prologu postoji crkva Blažene Djevice Marije, a u ovom mjestu posebno je značajan blagdan Velike Gospe.
| broj stanovnika |       |       | 96    | 116   | 133   | 197   |       | 33    | 492   | 610   | 628   | 562   | 558   | 514   | 471   | 499   | 317   |
|                 | 1857. | 1869. | 1880. | 1890. | 1900. | 1910. | 1921. | 1931. | 1948. | 1953. | 1961. | 1971. | 1981. | 1991. | 2001. | 2011. | 2021. |

## Obrazovanje
Na Velikom Prologu već dulji niz godina postoji osnovna škola koja djeluje kao područna škola vrgoračke škole. 

## Gospodarstvo
Većina stanovništva Velikog Prologa bavi se poljoprivredom a najpriznatije su kulture rajčice, jagode i vinova loza.

## Kulturne i vjerske manifestacije
Veliki Prolog jako je bogat vjerskim manifestacijama. Naširoko je poznata procesija Velikog petka, što je ujedno i najveći skup u ovom kraju. Također je poznata i proslava blagdana Velike Gospe, na koju je organiziran veliki sajam, a navečer i koncert. Od ostalih manifestacija poznata je ona o Saboru Šalinovića koja se održava od 2007. s ciljem da se na jednom mjestu okupe svi s prezimenom Šalinović, koje je ujedno i najzastupljenije prezime u ovom kraju.

## Šport
- NK POŠK Veliki Prolog

## Zanimljivosti
- Iako je Veliki Prolog službeno u Hrvatskoj, mali dio mjesta se nalazi u Bosni i Hecegovini što je jasno označeno granicom.
- Veliki Prolog je površinom najveće naselje u Vrgoračkoj krajini jer obuhvaća naselja od polja Jezera, pa sve do Rastoka na drugoj strani.